# 2010 na Índia
Esta é uma relação de eventos importantes que aconteceram na República da Índia no ano de 2010.

## Governantes
- Pratibha Patil, presidenta
- Manmohan Singh, primeiro ministro

## Eventos

### Janeiro
- 2 de janeiro - Três acidentes ferroviários acontecem em Uttar Pradesh em maio a uma neblina. Dez pessoas morreram e 45 ficaram feridas.
- 9 de janeiro - 2009 estudantes indianos são atacados na Austrália.[1][2][3]
- 16 de janeiro - Três pessoas morrem em acidente ferroviário, em Uttar Pradesh.
- 17 de janeiro - Duas pessoas morrem no quinto acidente ferroviário no estado de Uttar Pradesh.
- 30 a 12 de janeiro - Pelo  menos 20 pessoas ficam desaparecidas em acidente de barco em Andhra Pradesh.[4][5]

### Fevereiro
- 8 de fevereiro - Pelo menos 17 soldados indígenas são mortos na Caxemira.[6][7]
- 13 de fevereiro - 17 pessoas morrem em um bombardeio, em Pune.[8]
- 15 de fevereiro - Ataque em acampamento militar mata 24 soldados.[9]
- 17 de fevereiro - Pelo menos 22 pessoas são mortas em acidente de ônibus no norte da Índia.[10]

### Março
- 3 de março - Três pessoas morrem em acidente aéreo, em Hyderabad.[11][12]
- 4 de março - 63 pessoas morrem em um tumulto em Uttar Pradesh.[carece de fontes?]
- 12 de março - Rússia e Índia assinam contrato para a construção de 16 reatores nucleares, na Índia.[13]
- 23 de março - 24 pessoas morrem em incêndio, em Calcutá.[14]
- 27 de março - Índia testa dois mísseis de curto alcance.[15][16]
- 30 de março - Piratas da Somália sequestram 120 marinheiros.[17]

### Abril
- 1 de abril - O governo inicia lei sobre os direitos das crianças, o governo terá de fornecer educação de crianças entre 6 a 14 anos.[18][19]
- 1 de abril - a Índia inicia seu censo biométrico, sendo o maior censo do mundo.[20]
- 3 de abril - 10 agentes de segurança são mortos, no distrito de Orissa Koraput.
- 6 de abril - 70 soldados morrem em ataque, em Chhattisgarh.[21]
- 13 de abril - Pelo menos 140 pessoas são mortas após tempestade no leste da Índia, outras 500 000 pessoas ficaram feridas ou desabrigadas.[22]
- 27 de abril - Uma suposta espiã é presa na embaixada do Paquistão na Índia.[23]

### Maio

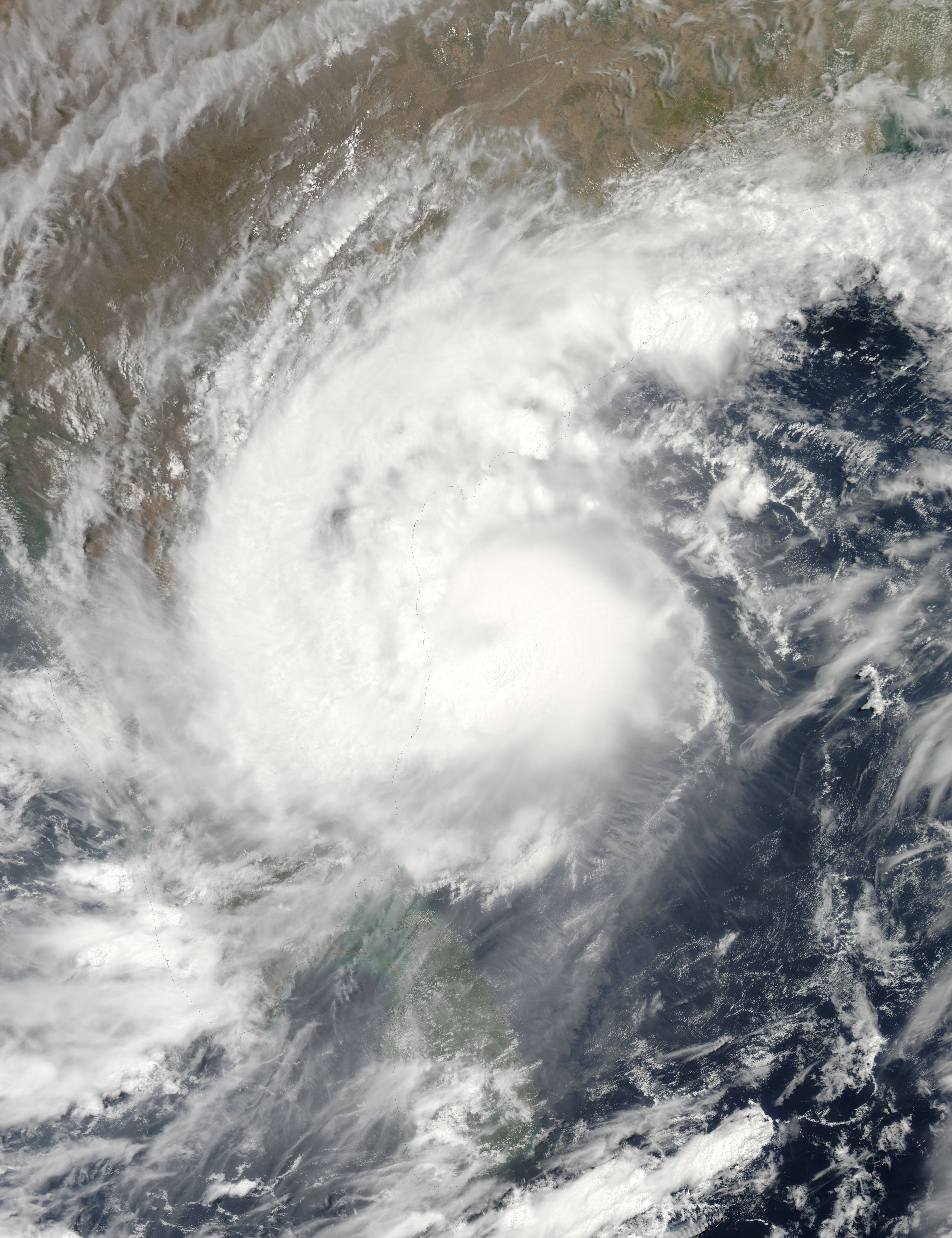
O Ciclone Laila, que atingiu a Índia no dia 19 de maio, deixou prejuízos de 117,49 milhões de dólares.

- 3 de maio - Azam Amir Kasav inicia seu condenado pelos Atentados em Bombaim em 2008, sendo o último sobrevivente culpado pelos ataques.[24]
- 6 de maio - Azam Amir Kasav é condenado a morte.[25]
- 8 de maio - rebeldes explodem veículo à prova de bala da polícia, em Bijapur.
- 16 de maio - maoistas matam seis moradores em Chhattisgarh.[26][27]
- 17 de maio - insurgentes matam entre 31[28] a 44[29] pessoas, incluindo vários civis.[30]